# Кюло
Кюло́ (фр. Culoz) — коммуна во Франции, находится в регионе Рона — Альпы. Департамент — Эн. Входит в состав кантона Сесель. Округ коммуны — Белле.
Код INSEE коммуны — 01138.

## География
Коммуна расположена приблизительно в 430 км к юго-востоку от Парижа, в 75 км восточнее Лиона, в 60 км к юго-востоку от Бурк-ан-Бреса.
На востоке коммуны протекает река Рона.

## Климат
Климат полуконтинентальный с холодной зимой и тёплым летом. Дожди бывают нечасто, в основном летом.

## Население
Население коммуны на 2010 год составляло 2909 человек.
| 1962 | 1968 | 1975 | 1982 | 1990 | 1999 | 2010 |
| ---- | ---- | ---- | ---- | ---- | ---- | ---- |
| 2317 | 2412 | 2523 | 2630 | 2639 | 2620 | 2909 |

## Администрация
| Период | Период | Фамилия         | Партия                  | Примечания |
| ------ | ------ | --------------- | ----------------------- | ---------- |
| 1946   | 1953   | Серафен Жироди  |                         |            |
| 1953   | 1965   | Оноре Годе      |                         |            |
| 1965   | 1983   | Марсель Гаш     | Социалистическая партия |            |
| 1983   | 1995   | Клод Тернан     | Социалистическая партия |            |
| 1995   | 2008   | Рене Айу        | Разные правые           |            |
| 2008   | 2014   | Даниель Трамон  | Разные правые           |            |
| 2014   | 2020   | Франк Андре-Мас | Разные правые           |            |

## Экономика
В 2010 году среди 1767 человек трудоспособного возраста (15—64 лет) 1239 были экономически активными, 528 — неактивными (показатель активности — 70,1 %, в 1999 году было 66,8 %). Из 1239 активных жителей работали 1105 человек (613 мужчин и 492 женщины), безработных было 134 (66 мужчин и 68 женщин). Среди 528 неактивных 129 человек были учениками или студентами, 169 — пенсионерами, 230 были неактивными по другим причинам.

## Достопримечательности
- Замок Монверан[фр.] (XIV век). Исторический памятник с 1946 года[4]
- Руины замка Шатель-д’ан-От
- Вокзал Кюло[фр.] (1856 год). Исторический памятник с 2009 года[5]

## Фотогалерея

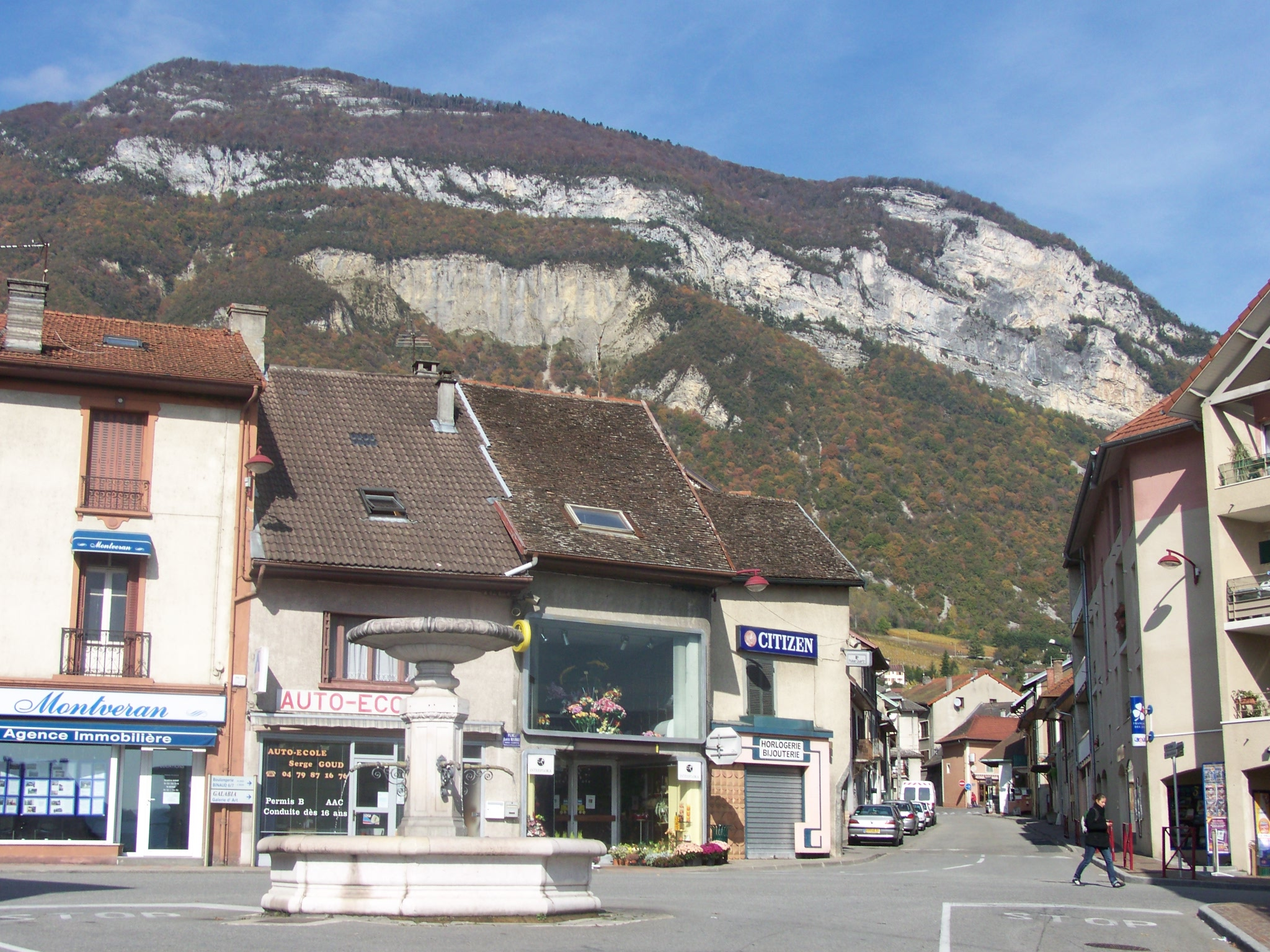
Центр Кюло
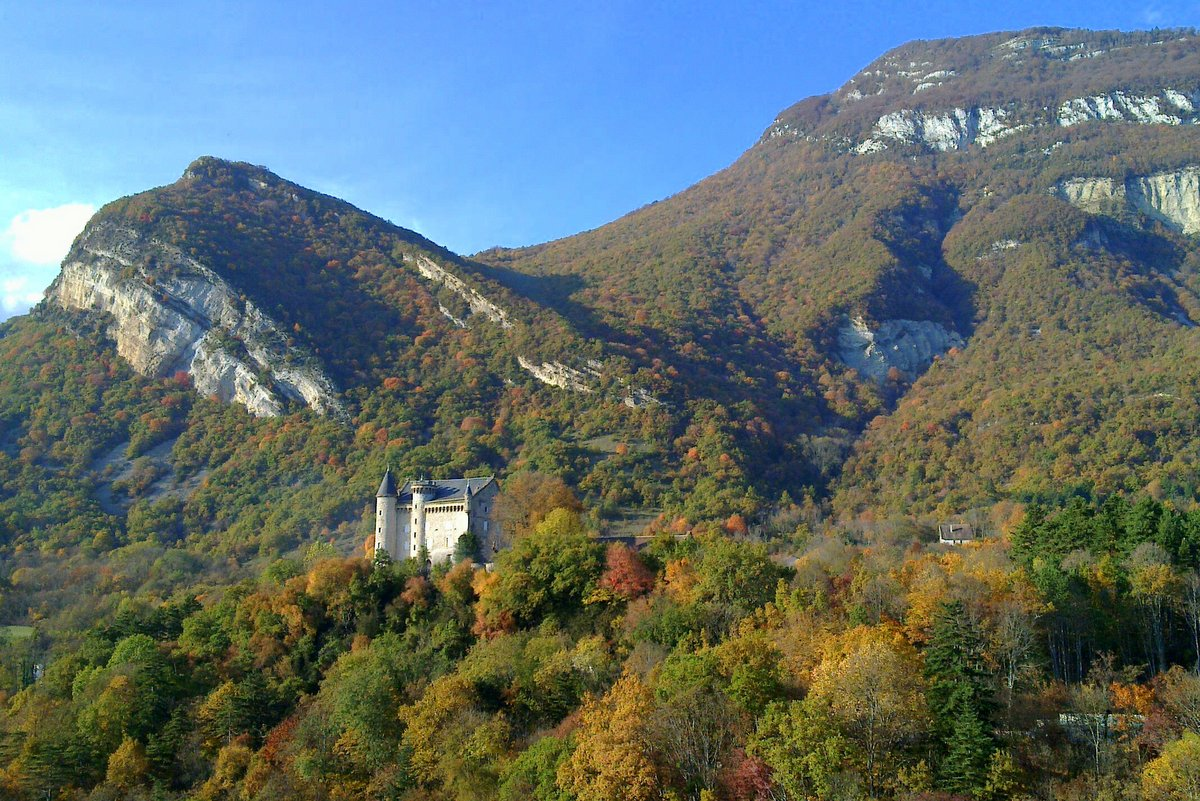
Замок Монверан
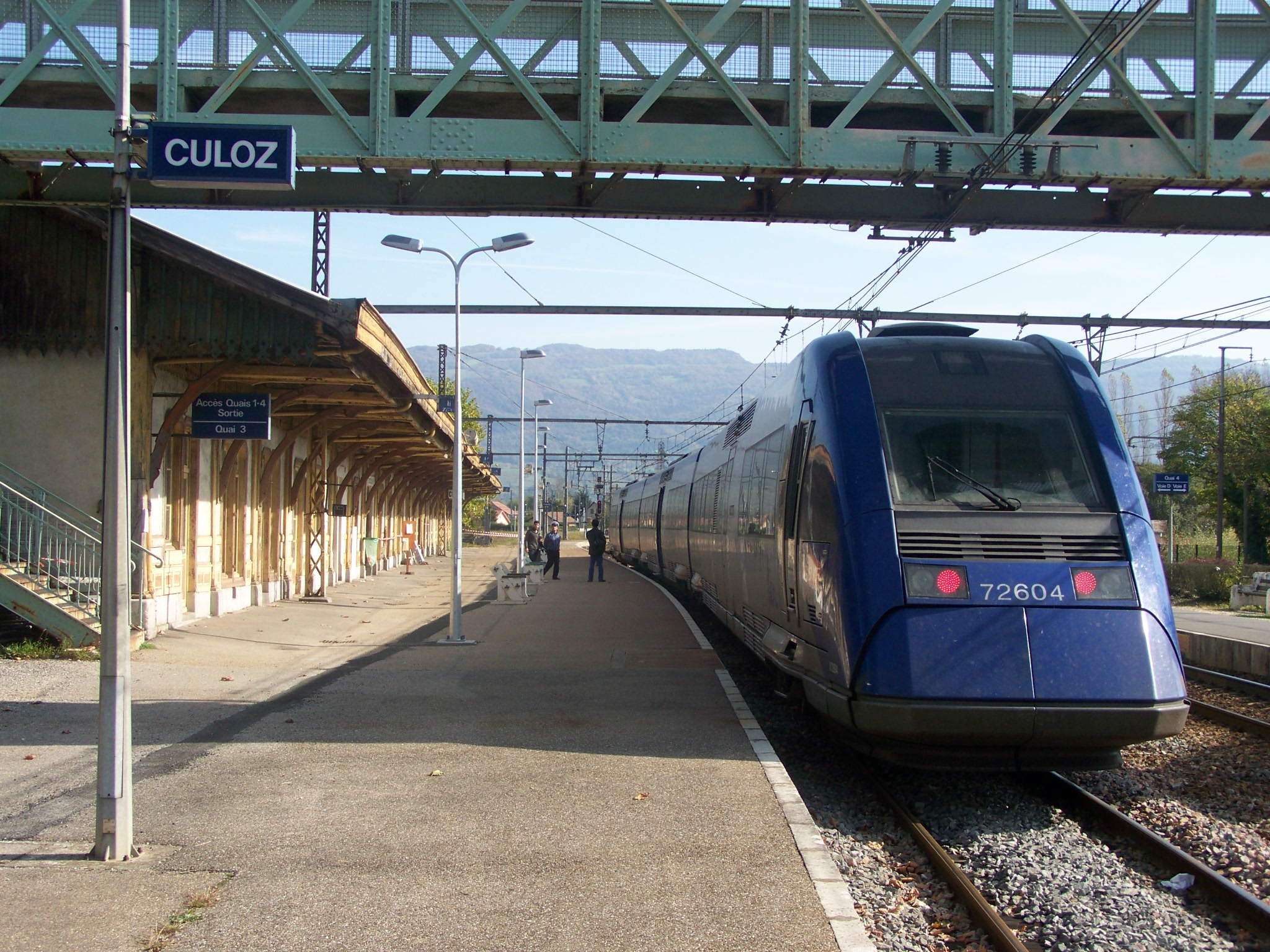
Вокзал Кюло
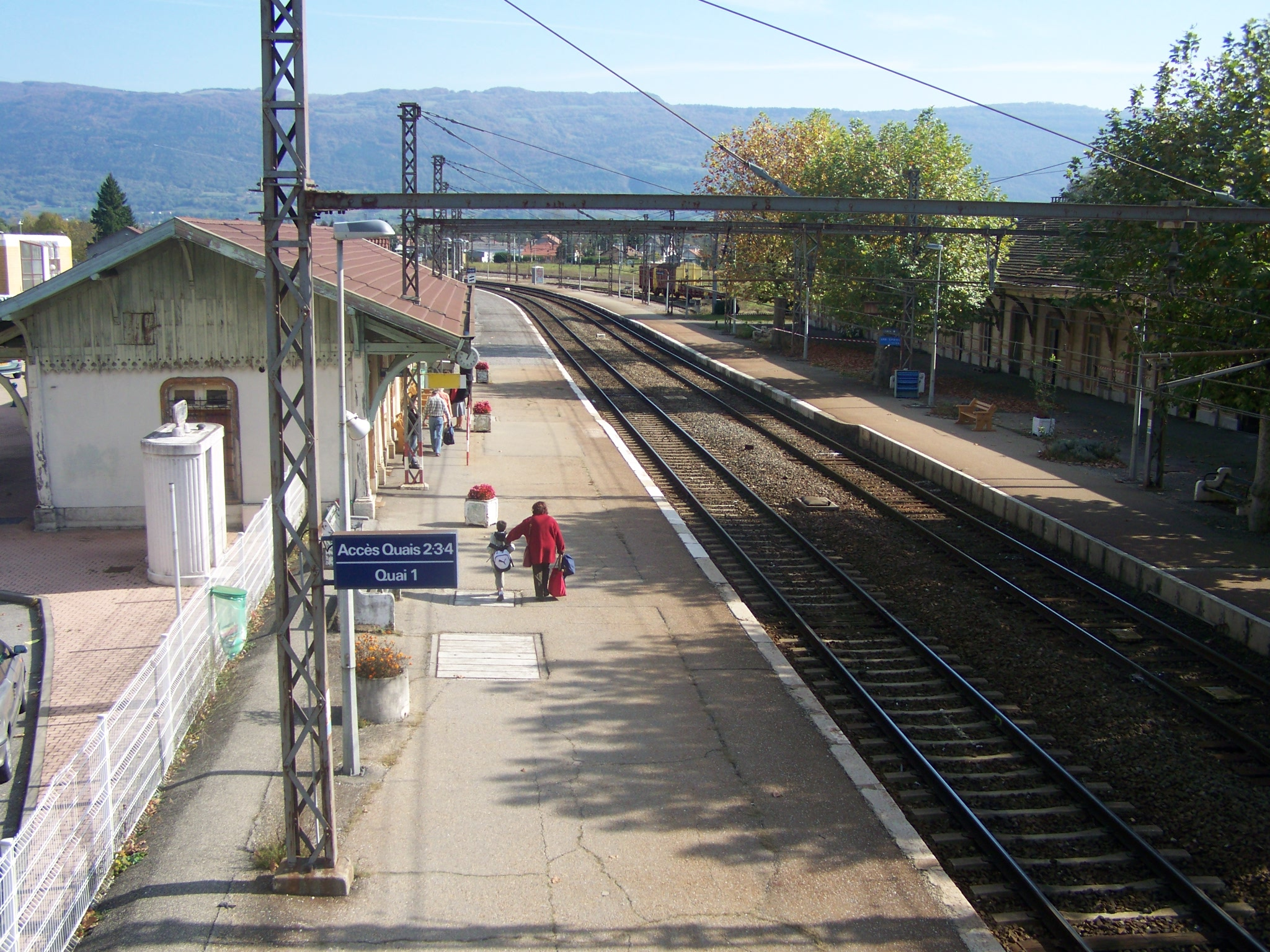
Вокзал Кюло
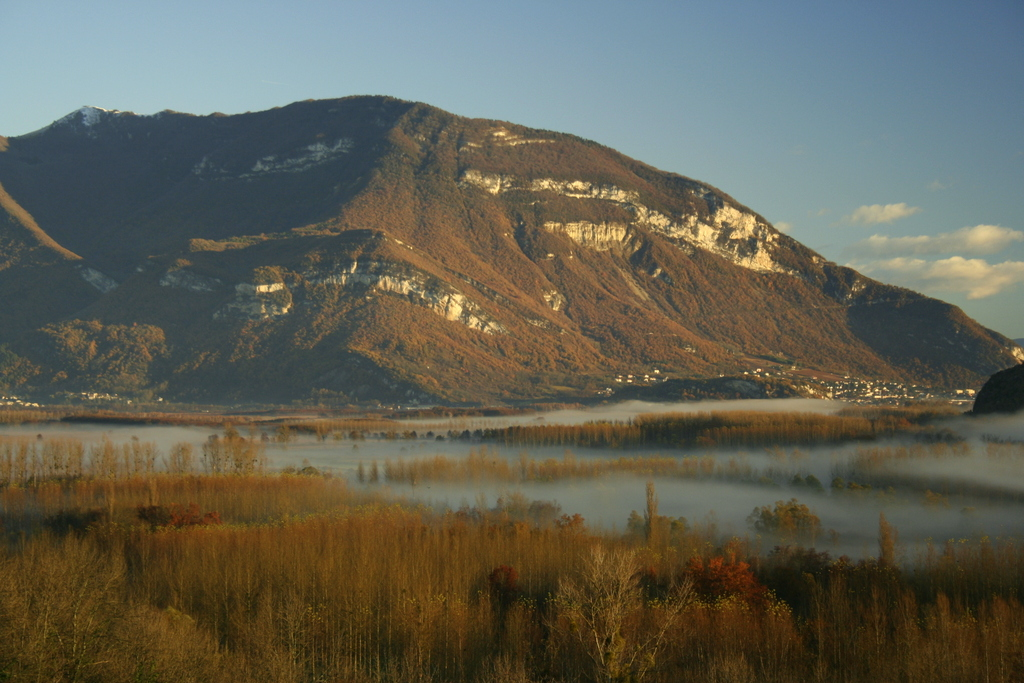
Болото Лавур
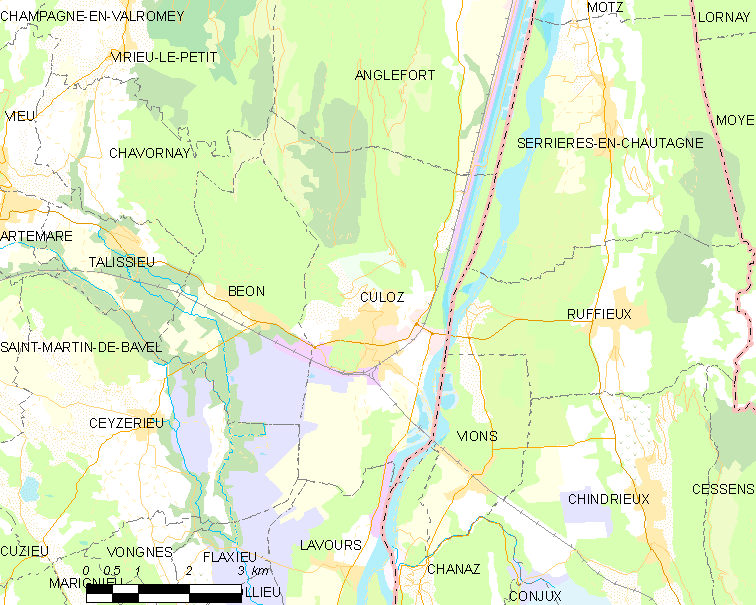
Карта коммуны